# Preuschdorf
Preuschdorf é uma comuna francesa na região administrativa de Grande Leste, no departamento Baixo Reno. Estende-se por uma área de 7,54 km². Em 2010 a comuna tinha 908 habitantes (densidade: 120,4 hab./km²).